# Tipula paranensis
Tipula paranensis är en tvåvingeart som beskrevs av Alexander 1945. Tipula paranensis ingår i släktet Tipula och familjen storharkrankar. Inga underarter finns listade i Catalogue of Life.